# Papiro 71
O Papiro 71 ({\displaystyle {\mathfrak {P}}}71) é um antigo papiro do Novo Testamento que contém fragmentos do capítulo dezanove do Evangelho de Mateus (19:10-11.17-18).